# Институт эмпирической эстетики Общества Макса Планка
Институт эмпирической эстетики Общества Макса Планка (нем. Das Max-Planck-Institut für empirische Ästhetik, MPIEA) во Франкфурте-на-Майне — один из институтов Общества Макса Планка. Основан в 2012 году и начал свою деятельность в 2013 году. Директорами-основателями были Винфрид Меннингхаус и Мелани Вальд-Фурманн.

## Расположение
В настоящее время институт располагается в здании по адресу Grüneburgweg 14 во Франкфурте, но есть планы построить новое здание на нынешнем месте типографии Дондорф в районе Боккенхайм. В 2023 году здание заняли активисты, которые хотели предотвратить снос и разрушение. В январе 2024 года Общество Макса Планка заявило, что отвергло эти планы занятия нового помещения и ищет новое, подходящее место — также для того, чтобы не ставить под угрозу отношения с гражданским обществом. 

## Исследования
Научным направлением эмпирической эстетики являются экспериментальные исследования вопроса о том, какие условия определяют вкус и эстетическое переживание. Исследования в институте проводятся в двух отделах, пяти исследовательских группах, двух проектных командах и шести финансируемых сторонними организациями проектах. Одной из областей исследований института является изучение классической музыки.

Отделы
- Музыкальный отдел (режиссёр: Мелани Вальд-Фурманн)
- Отдел когнитивной нейропсихологии (директор: Фредрик Уллен)

Прежние отделы:
- Отдел неврология (директор: Дэвид Поппель)
- Отдел языка и литературы (директор: Винфрид Меннингхаус вышел на пенсию в конце 2022 г.) [5]

Исследовательские группы
- История музыки, разума и тела (руководитель: Кармель Раз)
- Вычислительное слуховое восприятие (руководитель: Нори Джейкоби)
- Нейронные и экологические ритмы (руководитель: Молли Генри)
- Нейровосприятие музыки и языка (руководитель: Даниэла Саммлер)
- Нейронные цепи, сознание и познание (руководитель: Люсия Меллони)

Проектные команды
- Лаборатория визуальной нейроэстетики (VisNA)
- Лаборатория нейронных исчислений звука и распознавания (NCSR)

Проекты, финансируемые сторонними организациями
- Биологическая антропология литературы
- Целенаправленная информация (Музыкальный отдел)
- Создание учебной дисциплины (Музыкальный отдел)
- Видимое движение (Отдел неврологии)
- Регулярность процесса чтения (Отдел языка и литературы)
- Просодический синтаксис немецкого языка (Отдел языка и литературы)

## Внешние ссылки
- Официальный веб-сайт
- Пресс-релиз Общества Макса Планка о планируемом основании, 14 июня 2012 г.
- YouTube-канал института на YouTube